# Santa Cristina de la Polvorosa
Santa Cristina de la Polvorosa község Spanyolországban,  Zamora tartományban. Santa Cristina de la Polvorosa Milles de la Polvorosa, Villanázar, Quiruelas de Vidriales, Manganeses de la Polvorosa, Benavente és Arcos de la Polvorosa községekkel határos. Lakosainak száma 1027 fő (2024).

## Népesség
A település népessége az utóbbi években az alábbiak szerint változott:
| Lakosok száma | 1267 | 1235 | 1220 | 1205 | 1161 | 1125 | 1087 | 1069 | 1066 | 1027 |
|               | 2001 | 2004 | 2007 | 2009 | 2012 | 2014 | 2017 | 2019 | 2022 | 2024 |